# Lay Me Down (canción de Sam Smith)
«Lay Me Down» es una canción del cantante inglés Sam Smith y el primer sencillo de su álbum debut, In the Lonely Hour (2014). La canción fue lanzada en el Reino Unido el 15 de febrero de 2013. Originalmente alcanzó su punto máximo en el número 46 en la lista UK Singles Chart y en el número 25 en los Estados Unidos en el Bubbling Under Hot 100 Singles en 2014. La canción fue escrita por Smith, James Napier y Elviin y producido por Napes y Steve Fitzmaurice.
La canción fue relanzada en febrero de 2015 como el sexto sencillo del álbum, esta vez alcanzando el número 8 en los Estados Unidos en el Billboard Hot 100 y el número 15 en el UK Singles Chart. Una tercera versión con John Legend grabada para el teletón británico de caridad Comic Relief alcanzó el número uno en el Reino Unido en marzo de 2015.
Musicalmente, según la partitura publicada en musicnotes.com, la canción está escrita en mi mayor, con un ritmo de 118 bpm.

## Video musical
El video musical original mostraba a Smith y sus amigos en un casino. Tras el anuncio de la nueva publicación, se eliminó de YouTube y Vevo.

## Lista de canciones
| Descarga digital |                                  |          |  |
| N.º              | Título                           | Duración |  |
| 1.               | «Lay Me Down»                    | 3:49     |  |
| 2.               | «Lay Me Down» (versión acústica) | 4:01     |  |
| 3.               | «Lay Me Down» (video musical)    | 4:07     |  |

## Listas
| Lista (2014)                                              | Posición más alta |
| --------------------------------------------------------- | ----------------- |
| Escocia (Scottish Singles Sales Chart)                    | 60                |
| Estados Unidos (Billboard Bubbling Under Hot 100 Singles) | 25                |
| Reino Unido (UK Singles Chart)                            | 46                |

## Historial de versiones
| País           | Fecha                 | Formata          | Discográfica    |
| -------------- | --------------------- | ---------------- | --------------- |
| United Kingdom | 15 de febrero de 2013 | Descarga digital | Capitol, Method |

## Relanzamiento de 2015
Se anunció el 30 de enero de 2015 que Smith volvería a lanzar «Lay Me Down» como el sexto sencillo de su álbum In the Lonely Hour tras su éxito comercial con sus sencillos anteriores. Smith grabó una nueva versión de la canción para su relanzamiento con los productores originales de la pista.

### Lista de canciones
| Descarga digital - sencillo |               |          |  |
| N.º                         | Título        | Duración |  |
| 1.                          | «Lay Me Down» | 3:39     |  |

| Descarga digital – EP |                                       |          |  |
| N.º                   | Título                                | Duración |  |
| 1.                    | «Lay Me Down» (Pomo Remix)            | 3:45     |  |
| 2.                    | «Lay Me Down» (Paul Woolford Remix)   | 6:45     |  |
| 3.                    | «Lay Me Down» (Maya Jane Coles Remix) | 5:18     |  |
| 4.                    | «Lay Me Down» (Todd Edwards Dub)      | 6:29     |  |
| 5.                    | «Lay Me Down» (Tiësto Remix)          | 4:18     |  |

### Video musical
El video musical para la reedición, que reemplazó al original, se grabó en la iglesia de St Margaret, Lee, sureste de Londres, con el permiso del Rector, el Revd. Dr. Alan Race. Fue filmado en una secuencia. Representa a Smith en un funeral en la iglesia frente al ataúd del difunto, luego un flashback revela que Smith realmente se casó con el hombre en cuestión en la misma iglesia. El video vuelve al día de hoy, un tiempo después del funeral, con Smith llorando la pérdida de su esposo en la iglesia vacía. Los críticos han señalado las similitudes entre este y el video musical de «November Rain» de Guns N' Roses.

### Listas y certificaciones
| Lista (2015–17)                                | Posición más alta |
| ---------------------------------------------- | ----------------- |
| Australia (ARIA)                               | 3                 |
| Canadá (Canadian Hot 100)                      | 10                |
| Canadá (Billboard AC)                          | 30                |
| Canadá (Billboard CHR/Top 40)                  | 44                |
| Canadá (Billboard Hot AC)                      | 33                |
| Escocia (Scottish Singles Sales Chart)         | 11                |
| Eslovaquia (Singles Digitál Top 100)           | 44                |
| Estados Unidos (Billboard Hot 100)             | 8                 |
| Estados Unidos (Billboard Adult Contemporary)  | 11                |
| Estados Unidos (Billboard Adult Top 40)        | 12                |
| Estados Unidos (Billboard Mainstream Top 40)   | 19                |
| Estados Unidos (Billboard R&B/Hip-Hop Airplay) | 41                |
| Estados Unidos (Billboard Rhythmic)            | 40                |
| Europa (Billboard Euro Digital Songs)          | 16                |
| Filipinas (Philippine Hot 100)                 | 84                |
| Francia (SNEP)                                 | 107               |
| Irlanda (IRMA)                                 | 14                |
| Italia (FIMI)                                  | 67                |
| Japón (Japan Hot 100)                          | 80                |
| México (Billboard Mexico Ingles Airplay)       | 23                |
| Nueva Zelanda (Recorded Music NZ)              | 2                 |
| Países Bajos (Mega Single Top 100)             | 52                |
| Reino Unido (UK Singles Chart)                 | 15                |
| República Checa (Singles Digitál Top 100)      | 47                |
| Suecia (Sverigetopplistan)                     | 68                |
| Suiza (Schweizer Hitparade)                    | 44                |

| Lista (2015)                                  | Posición |
| --------------------------------------------- | -------- |
| Australia (ARIA)                              | 34       |
| Canadá (Canadian Hot 100)                     | 98       |
| Estados Unidos (Billboard Hot 100)            | 81       |
| Estados Unidos (Billboard Adult Contemporary) | 35       |
| Nueva Zelanda (Recorded Music NZ)             | 22       |
| Reino Unido (Official Charts Company)         | 89       |

| País | Certificación | Ventas     |
| --- | ------------- | ---------- |
| Australia (ARIA)                                                                                                  | 2× Platino    | 140,000^   |
| Dinamarca (IFPI Dinamarca)                                                                                        | Oro           | 30,000^    |
| Estados Unidos (RIAA)                                                                                             | 2× Platino    | 2,000,000^ |
| Italia (FIMI) | Oro           | 25,000‡    |
| Nueva Zelanda (RMNZ)                                                                                              | Platino       | 15,000*    |
| Reino Unido (BPI)                                                                                                 | Plata         | 600,000‡   |
| Suecia (GLF) | Platino       | 40,000^    |
| *cifras de ventas basadas únicamente en la certificación ^cifras de envíos basadas únicamente en la certificación |               |            |

### Historial de versiones
| País           | Fecha                 | Formato                       | Discográfica    |
| -------------- | --------------------- | ----------------------------- | --------------- |
| Estados Unidos | 3 de febrero de 2015  | Mainstream radio              | Capitol, Method |
| Estados Unidos | 23 de febrero de 2015 | Adult album alternative radio | Capitol, Method |
| Australia      | 20 de febrero de 2015 | Descarga digital              | Capitol, Method |
| Irlanda        | 20 de febrero de 2015 | Descarga digital              | Capitol, Method |
| Nueva Zelanda  | 20 de febrero de 2015 | Descarga digital              | Capitol, Method |
| Reino Unido    | 22 de febrero de 2015 | Descarga digital              | Capitol, Method |

## Relanzamiento de Red Nose Day de 2015
El 9 de marzo de 2015, se anunció que Smith y John Legend habían unido fuerzas para una tercera versión de «Lay Me Down» para ser utilizada como el sencillo oficial de caridad de Red Nose Day. Esta versión se lanzó el mismo día y todos los ingresos de las ventas de la pista benefician a la organización benéfica.
Smith canta el verso de apertura y el primer estribillo con Legend en el piano, luego Legend se une con el segundo verso. Algunas partes posteriores son un dúo de los dos artistas.

### Video musical
Smith y Legend también aparecen en un nuevo video para la organización benéfica. Fue publicado por Smith en su cuenta oficial de Vevo. El video musical también se transmite a nivel nacional en BBC One. El video presenta a Smith y Legend grabando la canción en un estudio de grabación.

### Presentaciones en vivo
El 13 de marzo de 2015, Smith y Legend tocaron «Lay Me Down» juntos por primera y única vez juntos durante Comic Relief – Face the Funny, un gran evento transmitido en vivo por BBC One desde el London Palladium.

### Listas

#### Listas semanales
| Lista (2015)                                | Posición más alta |
| ------------------------------------------- | ----------------- |
| Bélgica (Flandes) (Ultratip Bubbling Under) | 8                 |
| Bélgica (Belgium Urban)                     | 8                 |
| Escocia (Scottish Singles Sales Chart)      | 1                 |
| Europa (Billboard Euro Digital Songs)       | 1                 |
| Irlanda (IRMA)                              | 4                 |
| Países Bajos (Dutch Top 40 Tipparade)       | 18                |
| Reino Unido (UK Singles Chart)              | 1                 |

#### Listas de fin de año
| Lista (2015)                   | Posición |
| ------------------------------ | -------- |
| Reino Unido (UK Singles Chart) | 96       |

### Certificaciones
| País              | Certificación | Ventas  |
| ----------------- | ------------- | ------- |
| Reino Unido (BPI) | Oro           | 421 000 |

### Historial de versiones
| País        | Fecha              | Formato          | Discográfica |
| ----------- | ------------------ | ---------------- | ------------ |
| Reino Unido | 9 de marzo de 2015 | Descarga digital | Capitol      |

## Versiones
Connie Talbot lanzó un sencillo de su versión de «Lay Me Down» en 2014.